# Ennemond Thoral
Ennemond Thoral, né le 23 mai 1905 à Pouilly-sous-Charlieu (Loire) et mort le 25 mars 1966 dans la même ville, est un homme politique français.

## Biographie
Ennemond Thoral est issu d’une famille de cultivateurs.
Il fut élève à l’école primaire de Pouilly-sous-Charlieu puis fit des études secondaires aux collèges techniques de Roanne et de Charlieu. Après ses études, en 1917, quand son père meurt, il travaille à la ferme.
Au retour de son service militaire, Ennemond Thoral crée un comité de concentration des forces de gauche. Le 12 mai 1935, il est élu maire de Pouilly-sous-Charlieu (son grand-père et homonyme Ennemond Thoral avait administré la commune de 1904 à 1912).
En 1939, il est mobilisé. Le 25 juin 1940, Ennemond Thoral est fait prisonnier dans le Doubs, il est d'abord emprisonné dans un stalag et tente de s'en évader le 24 décembre 1942, il est alors arrêté par la Gestapo et finira la Seconde Guerre mondiale dans un camp disciplinaire. À la Libération et en son absence, Ennemond Thoral est désigné président de la délégation municipale provisoire de Pouilly-sous-Charlieu.
Le 13 mai 1945, il est réélu maire de sa ville natale, puis le 13 septembre 1945, Ennemond Thoral est élu conseiller général du canton de Charlieu. Ses électeurs lui renouvelleront leur confiance jusqu’à sa mort en 1966. Il est donc avant tout un élu local.
Le 2 juin 1946, il se présente aux élections à la seconde Assemblée nationale constituante et est en sixième position non-éligible de la liste SFIO. La fédération socialiste de la Loire ne remporte que 9,3 % des voix et aucun siège face à Georges Bidault (MRP), Antoine Pinay (RI), Eugène Claudius-Petit (RGR) et aux communistes. Pendant dix ans, Ennemond Thoral va alors se consacrer à sa commune et au conseil général, où il est membre de la commission départementale, et ne se représente plus à des élections nationales.
Le 2 janvier 1956, aux élections anticipées, Ennemond Thoral se présente sur une liste d’union des gauches réunissant des représentants du PRRRS et de la SFIO, il est second sur cette liste, derrière Michel Soulié (PRRRS). Dans sa profession de foi, il dénonce « la majorité cléricale et réactionnaire » et accuse le MRP d’avoir trahi « le contrat républicain » avec les lois Marie et Barangé (favorable à l’enseignement privé) et de menacer la laïcité. Son adversaire, Antoine Pinay, aurait pratiqué « une politique de l’abus de confiance » des possédants, au détriment des travailleurs, et il taxe la réforme fiscale de Joseph Laniel de « réformette qui préserve les privilèges ». Il rend un hommage appuyé à Pierre Mendès France et dénonce la collusion des communistes, obéissant « aux contingences de la politique extérieure de l’URSS » et de « la réaction ». Ennemond Thoral propose des réformes salariale et fiscale, l’instauration d’une charte agricole, l’application du programme du CNAL et une politique de développement des DOM-TOM. Il est élu avec 16,9 % des voix devant Michel Soulié et Georges Bidault mais derrière Marcel Thibaud et Jean Diat (PCF), et Antoine Pinay et Michel Jacquet (IP).
Ennemond Thoral est nommé à la commission des affaires économiques mais en démissionne le 3 février 1956, et à celles des pensions et de l’agriculture où il siégera jusqu’à la fin de la législature. Le 8 novembre 1956, il rapporte le projet de loi de la commission de l’agriculture tendant à assurer l’approvisionnement en semences des producteurs de céréales victimes de gelées. En avril 1956, lors du débat sur la création d’un fonds national de solidarité et intervient pour défendre l’indépendance de la mutualité agricole. En séance, Ennemond Thoral se montre d’abord un parlementaire discipliné qui vote comme son groupe l’a préalablement décidé. Il investit donc le gouvernement socialiste de Guy Mollet en février 1956, et soutient pour l’instant sa politique en Algérie, en lui accordant les pouvoirs spéciaux en mars 1956. Il renouvelle d’ailleurs ceux-ci aux gouvernements Bourgès-Maunoury en juillet 1957 puis Félix Gaillard en novembre 1957. De même, il ratifie le traité de Rome instaurant la CEE et l’Euratom en juillet 1957. Mais la politique de « pacification » en Algérie du gouverneur général socialiste, Robert Lacoste, et du gouvernement de Guy Mollet le mette de plus en plus mal à l’aise et Ennemond Thoral rejoint le groupe de La Tribune socialiste, lancée en janvier 1958 par les opposants de Guy Mollet. Lors de la crise de mai 1958 qui ébranle le régime, alors que le groupe socialiste se divise, il refuse l’investiture au général de Gaulle le 1er juin, et ne lui accorde pas les pleins pouvoirs le lendemain et repousse le projet de révision constitutionnelle le même jour.
En novembre 1958, aux premières élections législatives de la Ve République, il se représente sans étiquette dans la 6e circonscription de la Loire. Ennemond Thoral obtient 29,9 % des voix au premier tour, et est battu au second tour par Georges Bidault, qui obtient 51,9 % des voix. Le 26 avril 1959, il échoue aux sénatoriales. En novembre 1962, il se représente et obtient 49,4 % des voix, mais est battu par Paul Rivière (UDR). Il se représente encore aux sénatoriales partielles de 1963 et de 1965, en vain. Lors de la création de la FGDS, en septembre 1965, Ennemond Thoral en devient le secrétaire dans la Loire. Il est toujours maire et conseiller général lorsqu’il meurt, en cours de mandat, le 25 mars 1966 à Pouilly-sous-Charlieu, à l'âge de 60 ans,.

## Mandats

### Mandat parlementaire
- 2 janvier 1956 - 8 décembre 1958 : Député de la Loire

### Mandats locaux
- 12 mai 1935 - 1941 : Maire de Pouilly-sous-Charlieu
- 13 mai 1945 - 25 mars 1966 : Maire de Pouilly-sous-Charlieu
- 13 septembre 1945 - 25 mars 1966 : Conseiller général du canton de Charlieu